# Kiave
Kiave, de son vrai nom Mirko Filice, né le 2 mars 1981 à Cosenza, Calabre, est un rappeur italien. Il est également membre du crew Blue-Nox Academy. 

## Biographie
L'intérêt de Kiave pour le rap se fait à 14 ans, à l'écoute de SxM de Sangue Misto. Passionné, il commence à écrire des rimes et à se faire remarquer en particulier sur Radio Ciroma, une radio communautaire de Cosenza où le rappeur DJ Lugi tenait une émission de hip-hop et cédait la place aux MCs locaux. En 1996, Lugi participe même à un verset de la mixtape Soul Train. Dans la même période, il chante un duo avec Soul Boy et Sud Sound System.
Après plusieurs changements de lexique du hip-hop#crew, et avec sa passion pour le graffiti, Kiave réussit à publier son premier projet officiel avec les MCs Iken et Nerba, un EP intitulé Internos. En 1999, il effectue une jam session à Rome, avec DJ Impro et Franco.
En 2005, Kiave participe à l'album intitulé Dietro le cinque tracce au label Vibrarecords. En 2006, il participe aux albums de Clementino et à la formation du groupe Il Lato Oscuro Della Costa. En 2007, il publie son premier album solo 7 respiri et son deuxième, Il tempo necessario, en 2009 au label Macro Beats Records.
En 2011, il publie l'EP Fuori da ogni spazio ed ogni tempo, un projet commun avec Macro Marco. En 2012, il participe au MTV Spit. En 2014, il collabore avec Mistaman et Jesto sur la chanson Solo Se Sei Vero. Le 22 janvier 2016, il publie son quatrième album solo, Stereotelling.

## Discographie

### Albums studio
- 2007 – 7 respiri
- 2009 – Il tempo necessario
- 2012 – Solo per cambiare il mondo
- 2016 – Stereotelling

### EPs
- 2005 – Dietro le cinque tracce
- 2007 – Digli di no
- 2011 – Fuori da ogni spazio ed ogni tempo (avec Macro Marco)
- 2015 – Fixtape

### Albums collaboratifs
- 2002 - Assassinati da orologi (avec Migliori Colori)
- 2004 - Rullanti distorti (avec Migliori Colori)